# Kingdom of the Planet of the Apes
Kingdom of the Planet of the Apes (no Brasil, Planeta dos Macacos: O Reinado; em Portugal, nos PALOP e em Macau, O Reino do Planeta dos Macacos) é um filme de ação e ficção científica dirigido por Wes Ball a partir de um roteiro de Friedman, Rick Jaffa e Amanda Silver e Patrick Aison, e produzido por Joe Hartwick Jr., Jaffa, Silver e Jason Reed. Produzido e distribuído pela 20th Century Studios, pretende ser a sequência de War for the Planet of the Apes (2017) e o quarto filme do reboot da franquia Planet of the Apes. É estrelado por Teague no papel principal ao lado de Freya Allan, Peter Macon, Eka Darville e Kevin Durand.
O desenvolvimento do filme começou em 2019, após a aquisição da Fox pela Disney, com Ball anexado como diretor. Grande parte do roteiro foi escrito durante a pandemia do COVID-19, com a escalação do elenco começando em junho de 2022 após a conclusão do roteiro. Teague foi escalado para o papel principal em agosto, com o título do filme e elenco adicional sendo revelado nos meses seguintes. As filmagens começaram em outubro em Sydney.
Kingdom of the Planet of the Apes foi lançado nos Estados Unidos em 10 de maio de 2024 pela 20th Century Studios.

## Sinopse
Séculos após a morte de César, os macacos estabeleceram vários clãs enquanto os humanos se tornaram animalescos e incapazes de falar. Noa, um jovem chimpanzé de um clã falcoeiro, se prepara para uma cerimônia ao coletar ovos de águias com seus amigos Anaya e Soona. Contudo, um caçador humano segue Noa até seu clã e inadvertidamente quebra seu ovo antes de fugir. Durante a busca por um novo ovo, Noa encontra um grupo de caçadores de macacos armados com bastões elétricos. Noa se esconde do bando, mas o grupo segue o rastro de seu cavalo até o clã. Noa foge de volta para casa e, ao chegar, encontra seu clã incendiado. Koro, o pai de Noa e chefe do bando, é morto pelo gorila Sylva e os macacos sobreviventes são levados pelo bando de caçadores como escravos. 
Noa desperta e descobre que não sobrou nada de seu clã. Noa sepulta Koro e parte para resgatar seu clã. No caminho, Noa conhece Raka, um benevolente orangotango que conhece profundamente os ensinamentos de César. Os macacos percebem que estão sendo seguidos pelos caçadores humanos e Raka oferece comida e abriga uma humana chamada "Nova". O trio segue em jornada e encontra um grupo de humanos ferozes. O local é invadida pelos caçadores de Sylva e diversos humanos são aprisionados. Noa e Raka resgatam Nova e descobrem que ela surpreendentemente consegue falar. Nova revela que seu verdadeiro nome é Mae e que os caçadores levaram o clã de Noa para uma fortaleza litorânea próxima a um grande cofre. O trio se aproxima da fortaleza e é atacado pelos soldados de Sylva. No confronto em uma represa, Raka consegue salvar Mae novamente, mas acaba sendo levado pela correnteza. Noa e Mae são capturados e levados até a fortaleza. 
Noa reencontra seu clã e conhece o rei dos macacos, Proximus César. Proximus escravizou outros grupos de macacos e está forçando seus súditos a trabalhar para abrir o cofre humano que ele acredita conter a fonte de um poder definitivo. Proximus convida Noa para jantar com Mae e Trevathan, um humano que também conservou sua inteligência e que ensina Proximus sobre a cultura humana. Proximus planeja usar a inteligência de Noa para abrir o cofre e tenta manipular a situação para afastá-lo de Mae. Noa confronta Mae, exigindo que ela conte a verdade em troca de ajuda. Mae admite conhecer a entrada do cofre e que o local possui tecnologia capaz de devolver a inteligência aos humanos. Noa concorda em ajudá-la a entrar no cofre e destruir todo o armamento contido em seu interior. Noa, Mae, Soona e Anaya secretamente plantam explosivos nas muralhas que protegem o acampamento. O grupo é supreendido por Trevathan, que ameaça revelar todo o plano a Proximus. Mae tenta convencer Trevathan sem sucesso e o elimina. 
O grupo entra no cofre e encontra um arsenal de armamentos de guerra e o "livro" mencionado por Mae que se trata, na realidade, de um código de criptografia de satélites. Durante a busca no cofre, Noa e Soona encontram uma fotografia que mostra um macaco enjaulado sendo alimentado por uma criança humana. Na saída do cofre, o grupo é confrontado por Proximus e Sylva. Durante o confronto, Mae atira em um dos soldados de Proximus e detona os explosivos, inundando o acampamento. Mae foge do acampamento e os macacos de Noa escalam as paredes do cofre para escapar da inundação iminente. Sylva persegue Noa pelo cofre inundado, mas acaba caindo em uma emboscada e se afoga preso em encanamentos. Noa consegue escapar e se reunir com os outros macacos no topo do cofre. Para a surpresa de Noa, Proximus conseguiu sobreviver e o confronta ao tentar reassumir a liderança dos macacos sobreviventes. Noa usa sua influência sobre os falcões para derrotar Proximus e se torna o novo líder do grupo.
Noa lidera seu clã na construção de seu novo acampamento. Mae reaparece para se despedir de Noa e explica que destruiu o cofre para impedir que os macacos obtivessem os armamentos e se tornassem perversos como os humanos. Noa e Mae both questionam um ao outro sobre a convivência pacífica entre humanos e macacos num futuro distante. Noa mostra a Soona o telescópio que ele havia encontra em sua jornada até o acampamento de Proximus. Mae viaja até uma base de operações de humanos inteligentes e entrega a chave criptográfica para Korina, a líder local. Com o dispositivo, os humanos conseguem reativar os satélites e contactar outros grupos humanos sobreviventes.

## Elenco
- Owen Teague como Noa, um jovem chimpanzé inteligente que é herdeiro do reinado de seu pai, Koro, em um clã de macacos falcoeiros.[16]
- Freya Allan como Mae, uma jovem humana encontrada e adotada por Raka durante a viagem de Noa. Mae é uma das poucas humanas sobreviventes que ainda conseguem falar e racionar normalmente e orienta Noa até o acampamento de Proximus e na abertura do cofre. Apesar de estar em aliança com Noa desde o princípio, Mae é uma personagem ambivalente que segue normalmente seus próprios objetivos.[17]
- Peter Macon como Raka, um orangotango inteligente e conhecedor dos ensinamentos de César. Raka forja uma poderosa amizade com Noa e Mae ao longo de sua jornada rumo ao acampamento de Proximus e transmite a ambos os ideais de união e cooperação entre os macacos.[17]
- Eka Darville como Sylva, um gorila cruel e truculento que exerce um comando sanguinário sobre os capangas de Proximus. Sylva despreza os humanos tal qual como os demais macacos, considerando ambos como grupos inferiores.[18]
- Kevin Durand como Proximus César, um ambicioso e cruel macaco bonobo que lidera e manipula um clã de macacos escravizados através de uma distorção dos ensinamentos de César. Proximus busca obsessivamente descobrir uma abertura para o cofre humano na tentativa de acessar a tecnologia humana reminiscente e ter controle absoluto sobre os macacos.[19]
- Travis Jeffery como Anaya, uma jovem chimpanzé e amiga de Noa.[20]
- Lydia Peckham como Soona,uma jovem chimpanzé e par romântico de Noa.[20]
- Neil Sandilands como Koro, pai de Noa e líder do clã de macacos falcoeiros.[20]
- Sara Wiseman como Dar, esposa de Koro e mãe de Noa.[20]
- Ras-Samuel como Trovão, um dos soldados de Sylva e servo incontestável de Proximus.[20]

## Produção

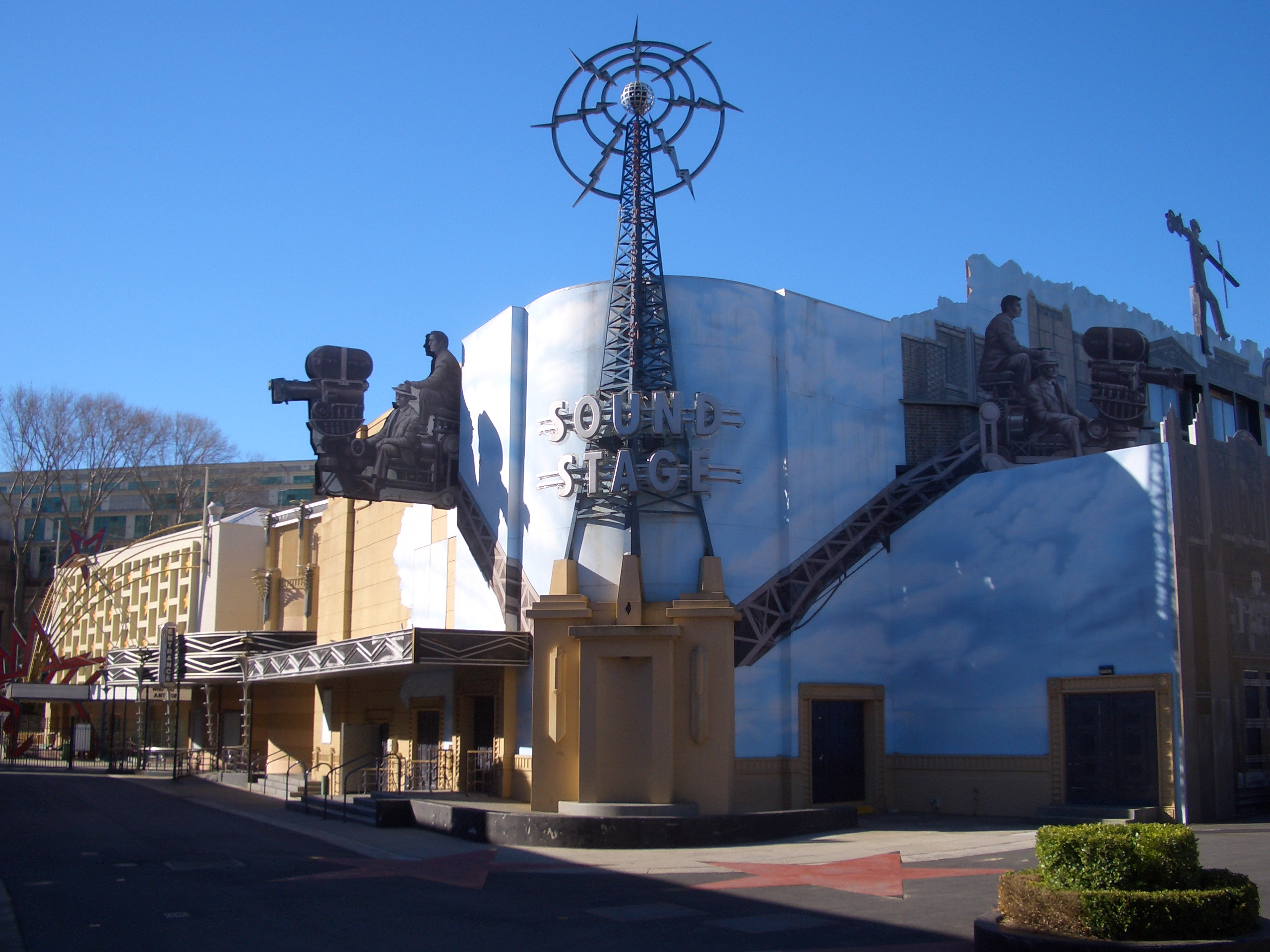
Entertainment Quarter, Sydney, Fox Studios Austrália.

### Desenvolvimento
Em Outubro de 2016, o diretor de Dawn of the Planet of the Apes (2014) e War for the Planet of the Apes (2017), Matt Reeves, disse que tinha ideias para um quarto filme do rebbot da franquia Planet of the Apes. Em meados de 2017, quando War foi lançado, Reeves e o co-roteirista Mark Bomback expressaram mais interesse em sequências. Reeves disse que o personagem de Steve Zahn, Bad Ape, estabeleceu um mundo primata "muito maior" do que apenas o grupo de macacos de César, acrescentando que existem macacos "que cresceram sem o benefício da liderança de César" e sugerindo que o conflito surgiria se os macacos de César encontrassem tais estranhos. Bomback sentiu que "provavelmente havia apenas mais um grande capítulo para contar", explicando como César "veio a ser essa figura de Moisés no mundo dos macacos." Ele sugeriu que outros cineastas pudessem trabalhar na sequência e que poderia ocorrer centenas de anos após War. Apesar disso, ele esclareceu que não havia conversas sobre uma possível sequência. expressando seu desejo de "respirar e deixar as coisas descansarem um pouco." outros filmes do Planeta dos Macacos estavam em desenvolvimento. Em agosto, foi confirmado que quaisquer filmes futuros seriam definidas no mesmo universo estabelecido pela primeira vez em Rise of the Planet of the Apes (2011). Em dezembro, foi anunciado que Wes Ball iria escrever e dirigir o filme, depois de ter trabalhado anteriormente com Reeves no filme Mouse Guard. Depois que o filme foi cancelado pela Disney após a fusão, a Disney abordou Ball no desenvolvimento de um novo filme do Planeta dos Macacos.
Em fevereiro de 2020, Ball confirmou que o filme não seria um reboot, em vez disso narrando "o legado de César." Joe Hartwick Jr. e David Starke também foram confirmados como produtores. Em abril, foi anunciado que Peter Chernin, que produziu os filmes anteriores através da Chernin Entertainment, serviria como produtor executivo. Foi um dos últimos filmes da empresa antes de deixar a 20th Century Studios para a Netflix. No mês seguinte, foi revelado que Josh Friedman iria co-escrever o roteiro com Ball, e que Rick Jaffa e Amanda Silver retornariam para produzir o filme depois de fazê-lo nos filmes anteriores. Ball e Friedman discutiriam o roteiro por meio de videochamadas Zoom, uma rotina que continuou quando a pandemia do COVID-19 começou. Em vez de uma sequência direta de War, Ball afirmou que o filme seria mais uma continuação dos filmes anteriores e comentou que o filme poderia começar a produção virtual em breve, apesar da pandemia devido ao fato de que grande parte do filme continham imagens geradas por computador (CGI). Em março de 2022, o presidente da 20th Century Studios, Steve Asbell, afirmou que esperava um rascunho do roteiro em breve, com o objetivo de que a produção começasse até o final do ano. Em junho, a Oddball Entertainment e a Shinbone Productions também estavam prontas para produzir o filme, enquanto a busca pela estrela principal estava em andamento após a conclusão do roteiro no mês anterior. O título do filme foi revelado como Kingdom of the Planet of the Apes em setembro de 2022, com o filme revelado para ocorrer muitos anos após os eventos de War. Jaffa, Silver e Patrick Aison se juntaram à equipe de roteiristas, com Bell não mais creditado como roteirista. Jason Reed e Jenno Topping também foram anunciados como produtores e produtores executivos, respectivamente, enquanto Starke não era mais esperado para atuar como produtor.

### Seleção de elenco
Em agosto de 2022, Wen Teague se juntou ao elenco do filme no papel principal;ele fará a captura de movimento para dar vida ao personagem. No mês seguinte, Freya Allan e Peter Macon se juntaram ao elenco com o anúncio do título e ano de lançamento do filme, assim como Eka Darville e Kevin Durand em outubro. Travis Jeffery, Neil Sandilands, Sara Wiseman, Lydia Peckham e Ras-Samuel Weld A'abzgi foram adicionados ao elenco no final daquele mês.

### Filmagens
As filmagens principais começou em outubro de 2022 no Disney Studios em Sydney, com financiamento parcialmente fornecido pelo Governo Australiano.

## Lançamento
Kingdom of the Planet of the Apes estava programado para ser lançado nos Estados Unidos em 24 de maio de 2024 pela 20th Century Studios, porém seu lançamento foi antecipado para 10 de maio para evitar competir com Furiosa: A Mad Max Saga e The Garfield Movie, que seriam lançados no final de semana do Memorial Day.

## Recepção

### Recepção crítica
| Pontuação de crítica | Pontuação de crítica |
| Fonte                | Avaliação            |
| -------------------- | -------------------- |
| IGN                  | [ 37 ]               |
| GamesRadar           | [ 38 ]               |
| Metacritic           | [ 39 ]               |
| Rotten Tomatoes      | [ 40 ]               |
| ScreenRant           | [ 41 ]               |

De acordo com o website agregador de críticas Rotten Tomatoes, Kingdom of the Planet of the Apes possui "efeitos visuais ao nível de Avatar" além de "performances poderosas e ação de primeira categoria". Entretanto, os críticos observaram que o filme, em geral, não "se iguala ao nível de excelência de seus predecessores". No website, 80% das 316 análises críticas foram favoráveis ao filme, com uma taxa média de aprovação de 7/10. O consenso da crítica em relação ao filme conclui que o filme inaugura "uma nova era" para a franquia Planet of the Apes através de "personagens apaixonantes e visuais ricos" e que "justifica a continuação do reinado" apesar de "não levar a coroa como o melhor filme da franquia".
Por sua vez, o Metacritic, que utiliza uma média com base em diversas análises críticas, concedeu ao filme uma pontuação de 66/100 pontos, com base em 57 críticas analisadas, o que indica avaliações "majoritariamente positivas". Para o público consultado pelo CinemaScore, o filme teve pontuação "B" em uma escala de A+ a F, um pouco abaixo da nota "A−" conquistada pelos três filmes anteriores.
Em sua crítica para o The New York Times, a crítica de cinema Alissa Wilkinson afirmou que o filme é "inusitadamente tocante e profundo". Tyler Bur, do jornal Washington Post, elogiou os efeitos visuais do filme, descrevendo as cenas geradas por computador como "assustadoramente hiper-reais". Por outro lado, Bur considerou os personagens humanos como "bidimensionais", incluindo Mae, a quem ele descreveu como "mais um recurso narrativo do que um ser humano". Clarisse Loughrey, do jornal britânico The Independent, considerou o filme "tradicional e robustamente elaborado" de uma forma que se torna "menos deferente às tendências de atuais do que a algum sonho mal lembrado dos clássicos épicos de Hollywood."
Charles Pulliam-Moore, do portal The Verge, criticou o enredo do filme por incluir recursos narrativos para supostas sequências ao invés de explorar ao máximo a narrativa dentro daquele próprio filme. Jake Wilson, do portal The Age, concedeu ao filme 2/5 estrelas e comentou que "não é um filme para ser levado muito a sério, mas em quase duas horas e meia, é também muito lento e tedioso para ser considerado bom". A crítica de cinema Caryn James assinou um artigo da BBC Culture em que criticou o fato de que o filme reprisa diversos elementos narrativos de seus predecessores, afirmando que o filme é "puramente derivado" de War for the Planet of the Apes (2017) e que "mais uma vez, um líder cruel aprisiona macacos em um cofre de armas abandonado".

## Futuro
Em junho de 2022, foi relatado que a Disney e a 20th Century Studios estavam satisfeitas com o roteiro do filme e esperavam que lançasse uma nova trilogia de filmes para a franquia Planeta dos Macacos.

## Versões lusófonas

### Português europeu

#### Legendagem
O filme foi traduzido e legendado para o português europeu por Gonçalo Sousa.